# 김진원 (1950년)
김진원(金陳元, 1950년 2월 27일 ~ )은 지난날 SBS 서울방송 사장이었다. 충청남도 보령 출신이다.

## 이력 경력
- 1974년 : 동아방송 기자
- 1980년 : 언론통폐합으로 인하여 KBS 기자 이적.
- 1981년 : MBC 기자 이적.
- 1991년 : SBS 기자 이적.
- 1993년 2월 : SBS 사회부장
- 1995년 10월 : SBS 정치부장
- 1996년 12월 : SBS 뉴욕특파원
- 1998년 11월 : SBS 보도본부 보도국장
- 2005년 2월 : SBS 보도본부장
- 2013년 3월 : SBS 미디어홀딩스 대표이사
- 2015년 12월 1일 ~ 2016년 12월 7일 : SBS 사장
- 한국방송협회 부회장
- 바른정당 최고위원 겸 당무위원
- 자유한국당 상임고문 겸 당무위원
- 바른미래당 전임고문 겸 당무위원

## 학력
- 서강대학교 신문방송학과 학사